# Pseudonautia submontana
Pseudonautia submontana är en insektsart som beskrevs av Marius Descamps 1978. Pseudonautia submontana ingår i släktet Pseudonautia och familjen Romaleidae. Inga underarter finns listade i Catalogue of Life.